# Grøn kemi
Grøn kemi er et område af kemien hvis fokus rettes mod udvikligen af kemiske metoder og processer med henblik på at påvirke miljøet minimalt. Dette koncept har været i hastig udvikling siden midten af 90’erne og bygger på 12 principper:
1. Så vidt det er muligt undgå affald. Det er bedre at forebygge affaldsdannelsen end at skulle skille sig af med affaldet.
2. Der skal opnås høj atomøkonomi dvs. at kemiske produkter i forbindelse med fremstillingen, så vidt muligt skal indgå i det færdige produkt, så der dannes mindre spild.
3. Ved syntetisk fremstilling af stoffer skal der tilstræbes, at anvende mindre sundhedsskadelige kemiske stoffer.
4. Virksomhederne skal bestræbe sig på at fremstille sikrere stoffer, der er funktionelle og ufarlige.
5. Der skal anvendes mindre farlige kemiske stoffer, som katalysatorer og kemiske opløsningsmidler.
6. Energieffektiviteten skal være så god som mulig. De kemiske processer skal udformes således, at de kræver mindst mulig energiforbrug ved fremstillingen.
7. Virksomhederne skal så vidt muligt bruge fornybare resurser ved fremstillingen. Råstoffer skal hellere være fornybare end udtømmelige.
8. Reducere derivatisering dvs. at en forbindelse kan afledes af en anden forbindelse. De synteser der indgår i processen skal udformes således, at man undgår at fremstille beskyttede grupper.
9. Anvend katalysatorer. Ved brugen af katalysatorere minimeres spildet ved støkiometriske reaktioner og energiforbruget nedsættes.
10. Virksomhederne skal udvikle stoffer, der er nedbrydelige i naturen. Stofferne må ikke skade vores miljø.
11. Virksomhederne skal overvåge processerne og sikre, at der ikke sker uheld i forbindelse med processen.
12. De kemiske processer skal foregå på en måde der forbygger uheld og udslip.